# Gian Francesco Malipiero
Gian Francesco Malipiero (Veneza, 18 de março de 1882 - Treviso, 1 de agosto de 1973), foi um compositor, musicólogo e editor de música vêneto.

## Biografia
Gian Francesco Malipiero nasceu em Veneza, neto do compositor de ópera Francesco Malipiero (1824-87). Teve uma infância difícil já que os seus pais se separaram em 1893. O seu pai Luigi, pianista e director de orquestra, levou-o consigo a Trieste, Berlim e Viena. Malipiero estudou no conservatório de Viena em 1898 antes de voltar para casa da sua mãe em Veneza em 1899. Entrou então no Liceo Musicale e aprendeu contraponto com o compositor, organista e pedagogo Marco Enrique Bossi, que o introduziu no estilo sinfónico do romantismo tardio alemão. Quando este foi para Bolonha em 1902, Malipiero continuou seus estudos por si mesmo, copiando e transcrevendo música dos compositores barrocos italianos, alguns completamente caídos no esquecimento, como Claudio Monteverdi e Girolamo Frescobaldi. Esta descoberta iria mudar a sua vida de tal modo que começou um amor de toda a vida pela música italiana desse período. Em 1904 foi para Bolonha e procurou Bossi para continuar os estudos. Dono já de uma técnica de composição suficientemente sólida, obteve o diploma no Liceo Musicale de Bolonha. Depois de se graduar, Malipiero foi ajudante do compositor cego Antonio Smareglia.
Em 1908 assistiu à «Hochschule» de Berlim e mudou-se para Paris, onde entrou em contacto com o ambiente cultural, conhecendo Alfredo Casella, Maurice Ravel e Gabriele D'Annunzio. Malipiero assistiu em 1913 à estreia de Le Sacre du Printemps de Stravinsky, acompanhando Casella. Ficou emocionado e diz-se que teve a impressão de sair de uma longa letargia. Nessa época Malipiero adquiriu notoriedade depois de ter obtido quatro de cinco prémios num concurso de composição organizado pela Accademia Nazionale di Santa Cecilia de Roma, de forma um pouco estranha já que participou com cinco composições com cinco pseudónimos.
De 1921 a 1924 ensinou no conservatório de Parma. Em 1923, uniu-se a Casella e a D'Annunzio para criar a «Corporazione delle Nuove Musiche». Depois de se mudar para a pequena vila véneta de Asolo em 1921, Malipiero começou o trabalho editorial pelo qual será reconhecido, com uma edição completa de todas as obras de Monteverdi, feita a partir de 1926 até 1942, em 16 volumes. Em 1932, foi nomeado professor de composição no Liceo Musicale de Veneza (que se converterá em conservatório em 1940). Será o seu director desde 1939 até à sua retirada em 1952. Depois deste ano, voltou a Asolo onde continuou com composições e edições de muitos dos concertos de Vivaldi no Istituto Italiano Antonio Vivaldi. Desempenhou outra actividade didáctica desde 1936 na Universidade de Pádua, dirigindo o Istituto Musicale Pollini.
Na Itália fascista, Malipiero manteve boas relações com Benito Mussolini até em 1932 ter escolhido para uma das suas óperas o libreto de Pirandello, La favola del figlio cambiato, ganhando com isso a condenação dos fascistas. Malipiero dedicou a Mussolini a sua ópera seguinte, Giulio Cesare (1934-35), mas isto não o ajudou.
Malipiero foi também um excelente prosista, fino polemista, crítico musical e autor de refinada memória. Não obstante o seu isolamento artístico, Malipiero manteve contactos com os melhores compositores do século XX, como Igor Stravinsky, Ernest Bloch, Luigi Dallapiccola, Luciano Berio e também deu vida a uma verdadeira escola, que deixou uma marca profunda e inconfundível na cultura musical italiana. Foi tio do compositor Riccardo Malipiero.

## Estilo
A linguagem musical de Malipiero è caracterizada por uma extrema liberdade formal. Com efeito, Malipiero sempre repudiou a disciplina acadêmica da variação como procedimento de composição, preferindo ao invés uma expressividade mais ‘anárquica’ e fantástica do canto, esforçando-se sempre de evitar o risco de imprimir um caráter descritivo como o da música programática.
Até a metade dos anos 50 Malipiero permaneceu ligado a uma linguagem diatônica, de matriz semelhante àquela do instrumentalismo italiano anterior ao século XIX e aos melismas gregorianos, para progressivamente desenvolver seu estilo buscando uma linguagem sempre mais inquieta e tensa. Tal evolução levou-o ao cromatismo total, sem que isso entretanto o convertesse em um compositor dodecafônico. Mais do que ser capaz de abandonar o próprio estilo, Malipiero demonstrou-se capaz de desenvolver uma nova linguagem extremamente pessoal. Sempre atento ao desenvolvimento musical, não é raro encontrar em composições suas sugestões e traços de seus alunos Luigi Nono ou Bruno Maderna.

## Obras selecionadas

### Óperas
- L'Orfeide (1919–1922, Düsseldorf 1925), em tres partes:

- - I "La morte delle maschere",
  - II "Sette canzoni",
  - III "Orfeo"

- Tre commedie goldoniane (1920–1922, Darmstadt 1926):

- - I "La bottega da caffè",
  - II "Sior Todero Brontolon",
  - III "Le baruffe Chiozotte"

- Filomela e l'infatuato (1925, Praga, 1928)
- Torneo notturno (1929)
- La favola del figlio cambiato (libretto de Luigi Pirandello, 1933)
- Giulio Cesare (da Shakespeare (1935, Genova 1936)
- Antonio e Cleopatra (da Shakespeare, 1937, Florença 1938)
- I capricci di Callot (da E.T.A. Hoffmann, 1942, Roma 1942)
- L'allegra brigata (1943, Milão 1950)
- Mondi celesti ed infernali (1949, Veneza 1961)
- Il figliuol prodigo (1952, Florença 1957)
- Donna Urraca, atto unico (1954)
- Venere prigioniera (1955, Florença 1957)
- Il marescalco (1960, Treviso 1969)
- Don Giovanni (1963, Napoles)
- Rappresentazione e festa di Carnasciale e della Quaresima (Opera balletto, 1961, Veneza 1970)
- Le metamorfosi di Bonaventura (Veneza 1966)
- Don Tartufo bacchettone (1966, Veneza 1970)
- Iscariota (1971)

### Música orquestral
- Dai sepolcri (1904)
- Sinfonia degli eroi (1905)
- Sinfonia del mare (1906)
- Sinfonia del silenzio e de la morte (1909–1910)
- Impressioni dal vero prima parte (1910)
- Impressioni dal vero seconda parte (1915)
- Ditirambo tragico (1917)
- Pause del Silenzio (1917)
- Grottesco (1918)
- Ballet Pantea (1919)
- Cimarosiana (1921)
- Impressioni dal vero terza parte (1922)
- Concerti (1931)
- Concerto n.1 for Piano and Orchestra (1931)
- Inni (1932)
- Concerto n.1 for Violin and Orchestra (1932)
- Sette Invenzioni (1933)
- Sinfonia n.1 "In quattro tempi, come le quattro stagioni" (1933)
- Sinfonia n.2 "Elegiaca" (1936)
- Concerto for Cello and Orchestra (1937)
- Concerto n.2 for Piano and Orchestra (1937)
- Concerto a tre for Violin, Cello, Piano and Orchestra (1938)
- Sinfonia n.3 "Delle campane" (1944–1945)
- Sinfonia n.4 "In memoriam" (1946)
- Sinfonia n.5 "Concertante in eco" (1947)
- Sinfonia n.6 "Degli archi" (1947)
- Ballet Stradivario (1948)
- Sinfonia n.7 "Delle canzoni" (1948)
- Concerto n.3 per pianoforte e orchestra (1948)
- Concerto n.4 per pianoforte e orchestra (1950)
- Sinfonia in un tempo (1950)
- Sinfonia dello Zodiaco "Quattro partite: dalla primavera all'inverno" (1951)
- Ballet El mondo novo (1951)
- Vivaldiana (1952)
- Passacaglie (1952)
- Fantasie di ogni giorno (1953)
- Elegia capriccio (1953)
- Fantasie concertanti (1954)
- Notturno di canti e balli (1957)
- Concerto n.5 for Piano and Orchestra (1958)
- Sinfonia per Antigenida (1962)
- Concerto n.2 for Violin and Orchestra (1963)
- Sinfonia n.8 "Symphonia brevis" (1964)
- Concerto n.6 for Piano and Orchestra (1964)
- Sinfonia n.9 "Dell'Ahimè" (1966)
- Sinfonia n.10 "Atropo" (1966–1967)
- Concerto per flauto e orchestra (1968)
- Sinfonia n.11 "Delle cornamuse" (1969)
- Gabrieliana (1971)
- Omaggio a Belmonte (1971)

### Música de câmara
- Sonata (1907–1908)
- Canto della Lontananza (1919)
- String Quartet n.1 "Rispetti e strambotti" (1920)
- String Quartet n.2 "Stornelli e ballate" (1923)
- String Quartet n.3 "Cantari alla madrigalesca" (1931)
- Epodi e giambi  (1932)
- String Quartet n.4 (1934)
- Sonata a cinque (1934)
- String Quartet n.5 "dei capricci" (1941–1950)
- Sonatina for Cello and Piano (1942)
- String Quartet n.6 "l'Arca di Noé" (1947)
- String Quartet n.7 (1950)
- Sonata a quattro for (1954)
- Serenata mattutina (1959)
- Serenata (1961)
- Macchine (1963)
- String Quartet n.8 "per Elisabetta" (1964)
- Endecatode (1966)

### Música de piano
- 6 morceaux (6 pezzi) (1905)
- Bizzarrie luminose dell'alba, del meriggio, della notte (1908)
- 3 danze antiche (1910)
- Poemetti lunari (1909–10)
- Tre improvvisi per Pianola
- Impressioni (vor 1914)
- Preludi autunnali (1914)
- Poemi asolani (1916)
- Barlumi (1917)
- Maschere che passano (1918)
- Risonanze (1918)
- La siesta (1920)
- A Claude Debussy (1920)
- Omaggi: a un pappagallo, a un elefante, a un idiota (1920)
- Cavalcate (1921)
- Il tarlo (1922)
- Pasqua di resurrezione (1924)
- 3 preludi e una fuga (1926)
- Epitaffio (1931)
- Prélude à une fugue imaginaire (1932)
- I minuetti di Ca'Tiepolo (1932)
- Preludio, ritmi e canti gregoriani (1937)
- Preludio e fuga (1940)
- Hortus conclusus (1946)
- Stradivario für 2 Klaviere (1955)
- Dialogo no.2 für 2 Klaviere (1955)
- 5 studi per domani (1959)
- Variazione sulla pantomima dell'"Amor brujo" di Manuel de Falla (1959)
- Bianchi e neri (1964)

### Trabalhos vocais
- Tre poesie di Angelo Poliziano (1920)
- San Francesco d'Assisi, (1920–1921, Nova York 1922)
- Quattro sonetti del Burchiello (1921)
- Due sonetti del Berni (1922)
- Le Stagioni Italiche (1923, Veneza 1925)
- La Cena, (1927, Rochester 1929)
- Commiato (1934)
- La Passione, (Roma 1935)
- De Profundis (Veneza 1937)
- Missa Pro Mortuis (Roma 1938)
- Quattro Vecchie Canzoni (1940, Washington 1941)
- Santa Eufrosina, (Roma 1942)
- Le Sette Allegrezze d'Amore (Milão 1945)
- La Terra, dalle Georgiche di Virgilio (1946)
- Mondi celesti (1948, Capri 1949)
- La Festa della Sensa (1949–1950, Brussels 1954)
- Cinque favole (1950)
- Preludio e morte di Macbeth (1958, Milão 1960)
- Sette canzonette veneziane (1960)